# Борњо (Торино)
Борњо је насеље у Италији у округу Торино, региону Пијемонт.
Према процени из 2011. у насељу је живело 40 становника. Насеље се налази на надморској висини од 488 м.